# Chang’an (Shijiazhuang)
Chang’an (chinesisch 长安区, Pinyin Cháng’ān Qū) ist ein chinesischer Stadtbezirk der bezirksfreien Stadt Shijiazhuang der Provinz Hebei. Er hat eine Fläche von 138,31 km² und zählte im Jahr 2018 eine ansässige Bevölkerung von 827.100 Einwohnern. Er ist Sitz der Stadtregierung und der Regierung von Hebei.

## Administrative Gliederung
Auf Gemeindeebene setzt sich der Stadtbezirk aus zwölf Straßenvierteln und vier Großgemeinden zusammen. Diese sind:
- Straßenviertel Jianbei (建北街道), Qingyuan (青园街道), Guang’an (广安街道), Yucai (育才街道), Yuejin (跃进街道), Hedong (河东街道), Changfeng (长丰街道), Tangu (谈固街道), Zhongshan Donglu (中山东路街道), Fukang (阜康街道), Jian’an (建安街道), Shenglibei (胜利北街道)
- Großgemeinden Xizhaotong (西兆通镇), Nancun (南村镇), Gaoying (高营镇), Taoyuan (桃园镇)

Auf Dorfebene sind diese Verwaltungseinheiten in 8 Dörfer und 162 Einwohnergemeinschaften unterteilt.